# 나이타시리주
나이타시리주(Naitasiri Province)는 피지를 구성하는 14개 주 가운데 하나로 주도는 나시누이며 면적은 1,666km2, 인구는 160,759명(2007년 기준)이다. 행정 구역상으로는 중부구에 속한다. 피지에서 가장 큰 섬인 비치레부섬에 위치한 8개 주 가운데 하나이다. 1960년대까지 이 지역의 경제는 바나나 생산이 중심이었지만 현재는 낙농업과 농산물 수출이 주를 이룬다.